# GMAT
Приемният тест GMAT (на английски: Graduate Management Admission Test) се използва от водещи университети в света като критерий за приемане в широк спектър от магистърски програми за управление, включително магистратура по бизнес администрация (MBA). Тестът е международен и е на английски език.

## Метод за изпитване
Тестът е адаптивен компютърен тест.